# Fraus
Fraus byla v římské mytologii bohyně lži a klamu. Byla pomocnicí Merkura, boha obchodu a posla bohů. Z jejího jména je odvozeno například slovo defraudace. Ve starověkém Řecku se nazývala Apaté.